# Hans Andrae
Friedrich Wilhelm Johannes „Hans“ Alexander Andrae (* 10. Oktober 1849 in Ramelow; † 14. November 1926 in Kiel) war ein deutscher Richter.

## Leben
Hans Andrae war ein Sohn des Gutsbesitzers und Politikers Alexander Andrae und dessen Ehefrau Helene, geborene Flügge (1826–1890) aus Amalienhof in Mecklenburg-Schwerin. Seine Eltern galten als fortschrittlich sozial und engagierten sich in Kirche und Politik.
Nach einem Jurastudium an der Universität Bonn absolvierte Andrae sein Referendariat und arbeitete als Assessor. Während dieser Zeit freundete er sich mit Detlev von Liliencron an. Danach arbeitete er als Amts- und Landrichter und vertrat von 1882 bis 1888 den 9. Wahlbezirk Liegnitz im Preußischen Landtag. 1903 übernahm er das Amt des Präsidenten des Kieler Landgerichts.

## Ehrenamtliches Engagement
Neben der beruflichen Tätigkeit engagierte sich Andrae umfangreich ehrenamtlich. Gemeinsam mit Therese Blunck und anderen gründete er 1907 den Verein Kieler Mädchenheim zur Förderung der Arbeit an verwahrlosten weiblichen Personen, dessen Vorsitz er bis 1922 übernahm. Er hatte den Vorsitz des Allgemeinen Beamtenvereins inne und bemühte sich dabei, Beamten zu gesunden Wohnungen und kostengünstigen Einkäufen zu verhelfen.
Von 1912 bis 1920 agierte Andrae als Vorsitzender des Vereins der Musik und überführte das Orchester in Trägerschaft der Stadt Kiel. Während dieser Zeit korrespondierte er oft per Brief mit Künstlern wie Max Reger, Wilhelm Furtwängler, Hermann Abendroth oder Arthur Nikisch. Für einen längeren Zeitraum leitete er als Vorsitzender auch den Gustav-Adolf-Verein und pflegte enge persönliche Beziehungen zu Sudetendeutschen und Einwohnern aus Nordschleswig.
Während des Ersten Weltkriegs engagierte sich Andrae in maßgeblicher Position unter anderem im Deutschen Roten Kreuz, im Vaterländischen Frauenverein und bei der Fürsorge verwundeter Personen. Im Ruhestand übernahm er über viele Jahre den Vorsitz des Mieteinigungsamtes.